# Carl Philip von Sack (1620–1661)
Carl Philip von Sack, född 27 september 1620, död 16 december 1661, var ståthållare på Riga och landshövding i Kalmar län från 1656 till sin död.
Carl Philip von Sack var gift med Kristina Posse (1630–1668) och de hade tre barn.